# Lathraea squamaria
La latrea comune (nome scientifico Lathraea squamaria L., 1753) è una piccola pianta parassita, priva di clorofilla appartenente alla famiglia delle Orobanchaceae (tribù Rhinantheae).

## Etimologia
Il nome generico ("Lathraea") deriva dalla parola greca "lathra" (= non visibile, nascosto) in quanto la maggior parte della pianta è "nascosta" sotto terra. L'epiteto specifico ("squamaria") è stato dato perché il suo fusto è ricoperto da squame (foglie e brattee di tipo squamiforme).
Il binomio scientifico della pianta di questa voce è stato proposto da Carl von Linné (1707 – 1778) biologo e scrittore svedese, considerato il padre della moderna classificazione scientifica degli organismi viventi, nella pubblicazione "Species Plantarum - 2: 606. 1753" del 1753.

## Descrizione

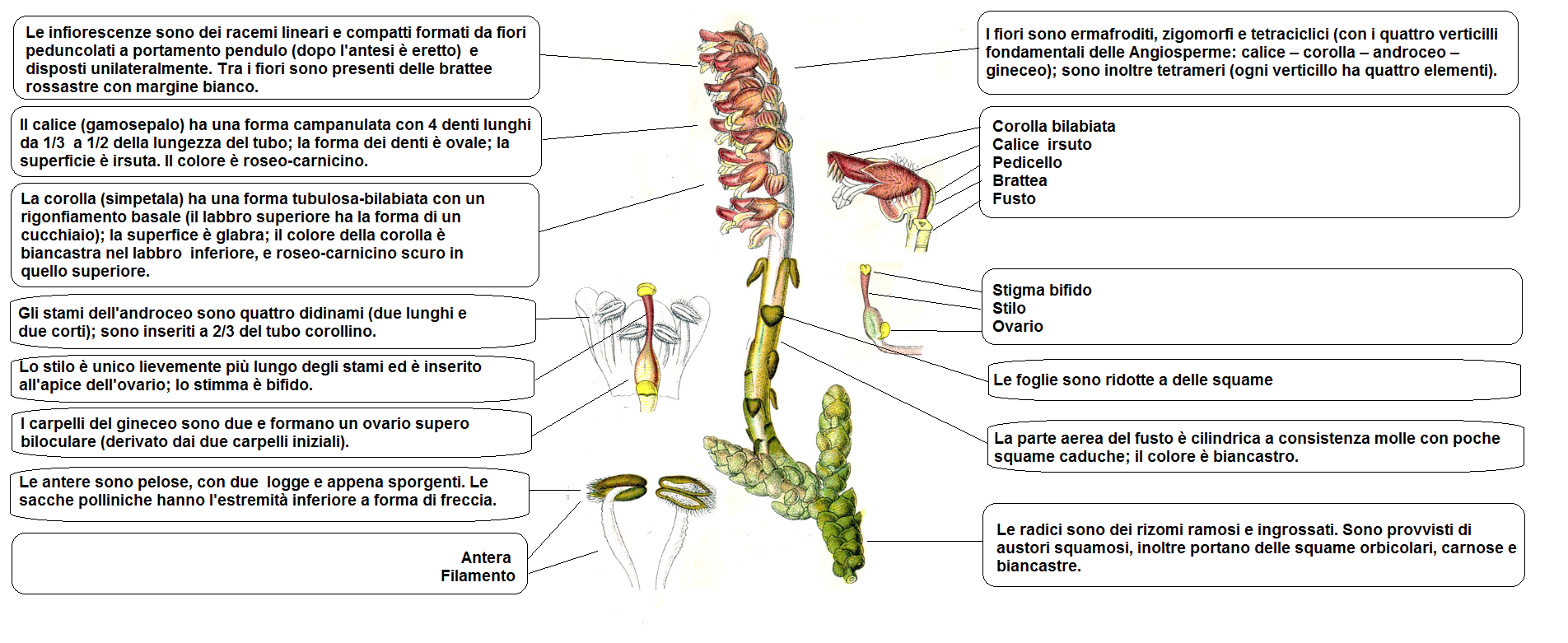
Descrizione delle parti della pianta

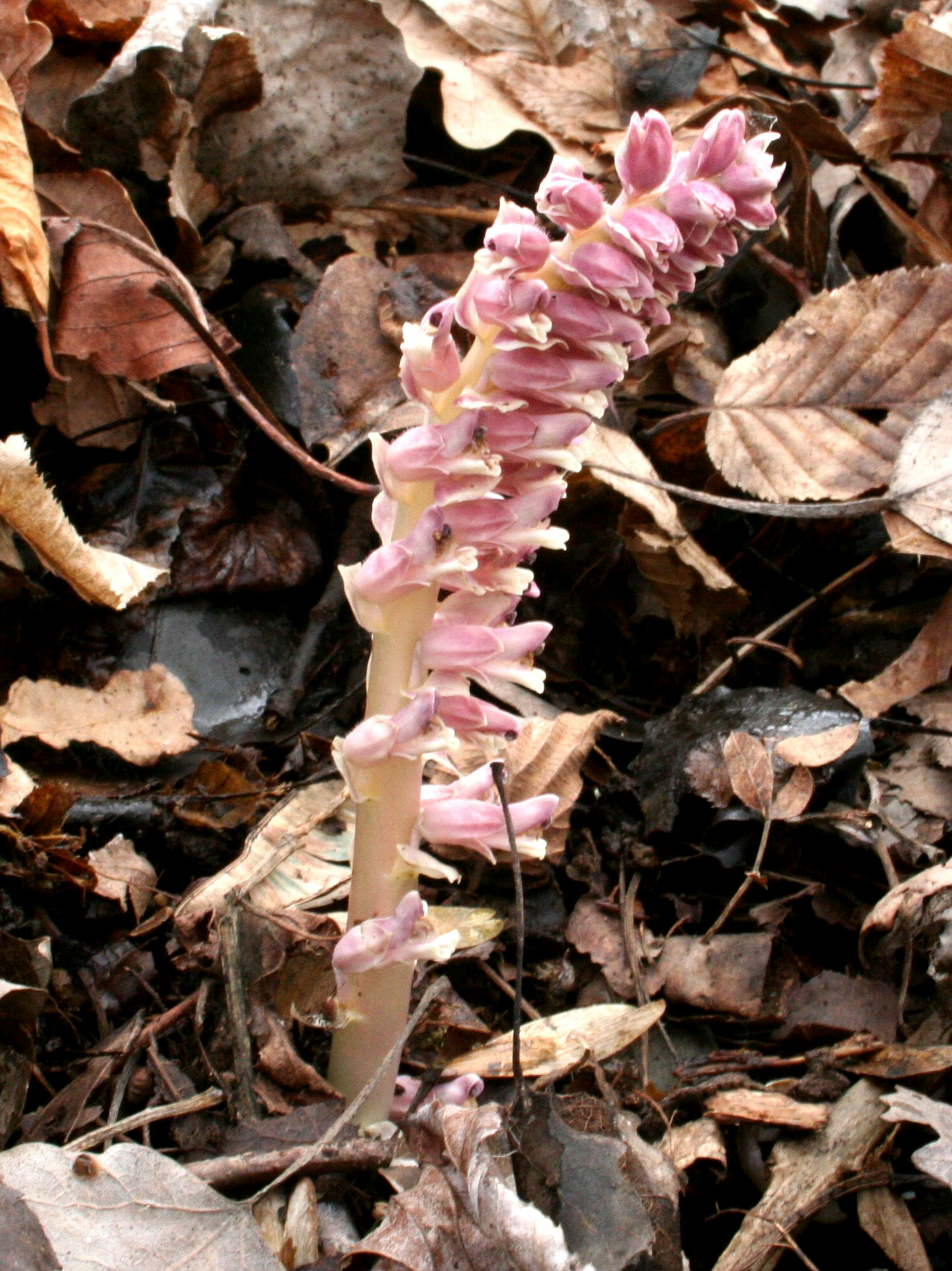
Il portamento
Casteldardo, Trichiana (BL), 389 m s.l.m. - 28/2/2007

L'altezza di queste piante varia da 5 a 30 cm. La forma biologica è geofite rizomatose (G rhiz), ossia sono piante perenni prive di clorofilla che portano le gemme in posizione sotterranea; durante la stagione avversa non presentano organi aerei e le gemme si trovano in organi sotterranei come bulbi, tuberi e rizomi, fusti sotterranei dai quali, ogni anno, si dipartono radici e fusti aerei. Queste piante sono parassite assolute (senza clorofilla) e quindi hanno bisogno di "appoggiarsi" ad altri organismi per sopravvivere. Tutta la pianta è colorata di roseo-chiaro o bianco-giallastro.

### Radici
Le radici sono dei rizomi ramosi e ingrossati. Sono provvisti di austori squamosi, inoltre portano delle squame orbicolari, carnose e biancastre.

### Fusto
La parte aerea del fusto è cilindrica a consistenza molle con poche squame caduche; il colore è biancastro.

### Foglie
Le foglie sono ridotte a delle squame. Dimensioni delle foglie: larghezza 7 mm; lunghezza 11 mm. 

### Infiorescenza

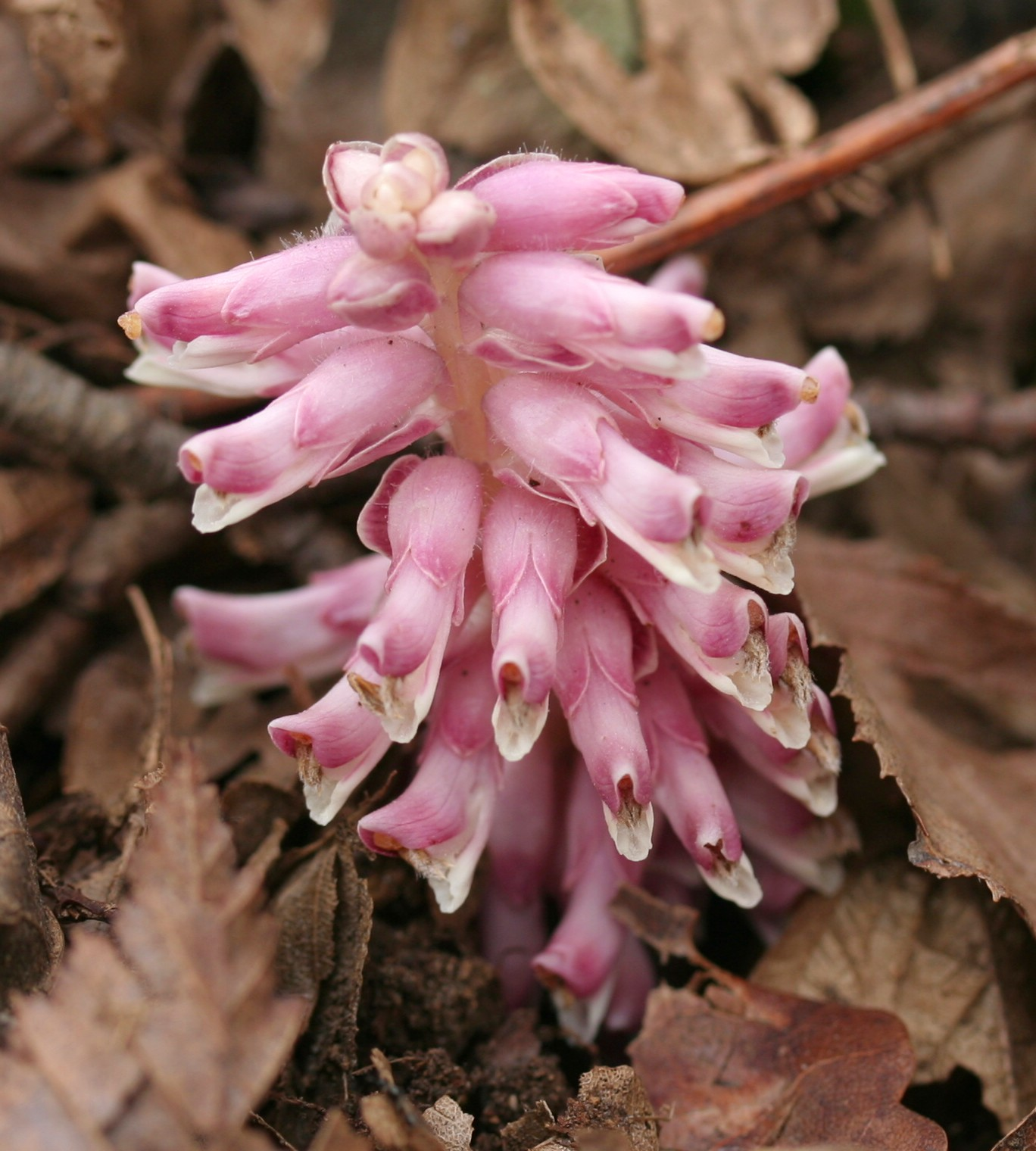
Infiorescenza
Villa Prima, Limana (BL), 350 m s.l.m. - 2/4/2008

Le infiorescenze sono dei racemi lineari e compatti formati da fiori peduncolati a portamento pendulo (dopo l'antesi è eretto) e disposti unilateralmente. Tra i fiori sono presenti delle brattee rossastre con margine bianco. Lunghezza del peduncolo: 5 – 6 mm.

### Fiore

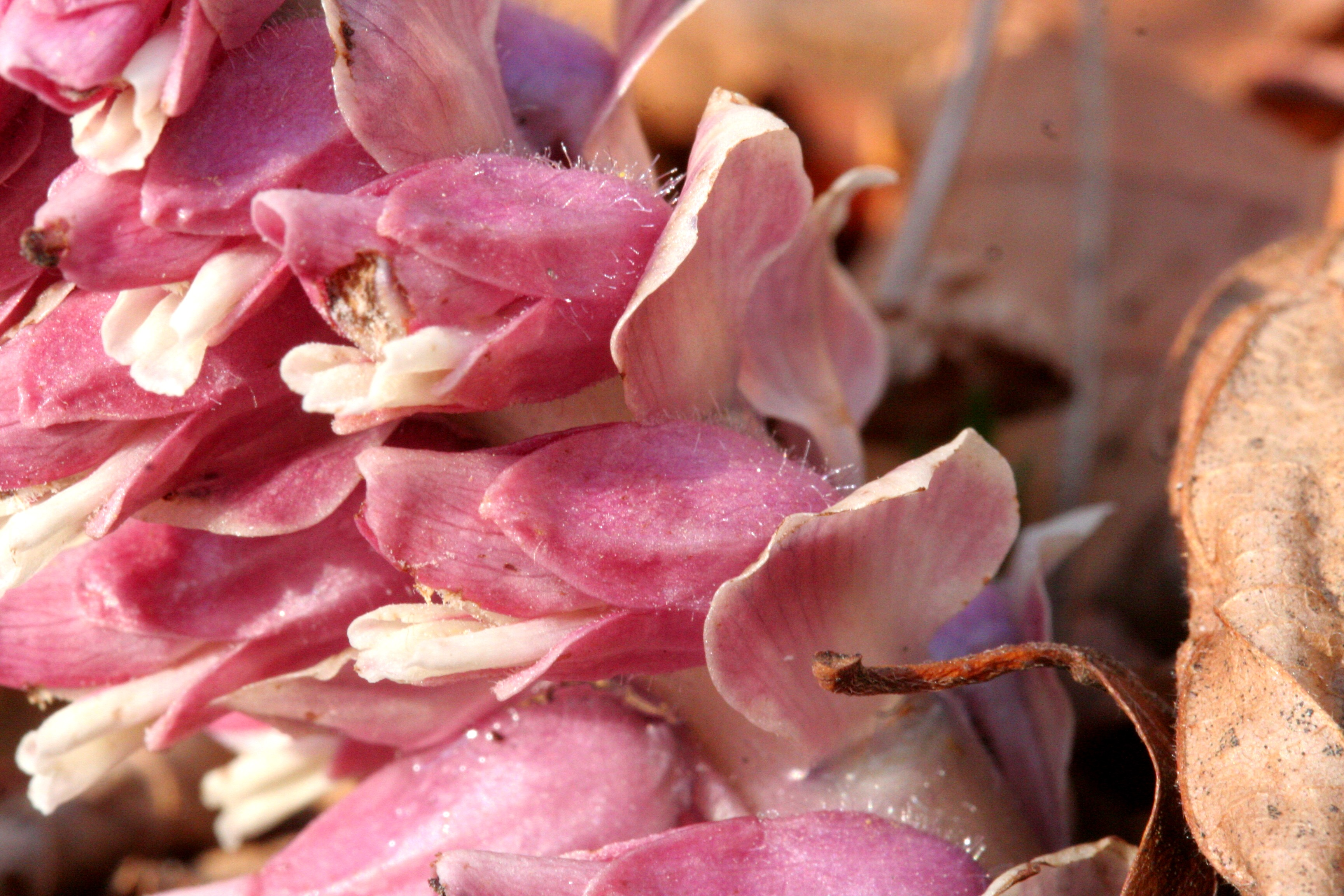
I fiori
Villa Prima, Limana (BL), 350 m s.l.m. - 2/4/2008

I fiori sono ermafroditi, zigomorfi e tetraciclici (con i quattro verticilli fondamentali delle Angiosperme: calice – corolla – androceo – gineceo); sono inoltre tetrameri (ogni verticillo ha quattro elementi).
- Formula fiorale: per questa pianta viene indicata la seguente formula fiorale:

X, K (4), [C (4), A 2+2], G (2), (supero), capsula
- Calice: il calice (gamosepalo) ha una forma campanulata con 4 denti lunghi da 1/3 a 1/2 della lunghezza del tubo; la forma dei denti è ovale; la superficie è irsuta. Il colore è roseo-carnicino. Dimensione del calice: larghezza 5 mm; lunghezza 12 mm.
- Corolla: la corolla (simpetala) ha una forma tubulosa-bilabiata con un rigonfiamento basale (il labbro superiore ha la forma di un cucchiaio); la superficie è glabra; il colore della corolla è biancastro nel labbro inferiore, e roseo-carnicino scuro in quello superiore. Lunghezza della corolla: 14 – 16 mm.
- Androceo: gli stami dell'androceo sono quattro didinami (due lunghi e due corti); sono inseriti a 2/3 del tubo corollino. Le antere sono pelose, con due logge e sono appena sporgenti. Le sacche polliniche hanno l'estremità inferiore a forma di freccia.[8]
- Gineceo: i carpelli del gineceo sono due e formano un ovario supero biloculare (derivato dai due carpelli iniziali). Lo stilo è unico lievemente più lungo degli stami ed è inserito all'apice dell'ovario; lo stimma è bifido.
- Fioritura: da marzo a maggio.

### Frutti
I frutti sono delle capsule deiscenti subsferiche, conico-rostrate. Il frutto contiene diversi piccoli semi. Dimensione della capsula: 10 mm.

## Riproduzione
- Impollinazione: l'impollinazione avviene tramite insetti (impollinazione entomogama).
- Riproduzione: la fecondazione avviene fondamentalmente tramite l'impollinazione dei fiori (vedi sopra).
- Dispersione: i semi cadendo a terra sono successivamente dispersi soprattutto da insetti tipo formiche (disseminazione mirmecoria).

## Biologia
Queste piante rimangono sotto terra per la maggior parte del tempo, ed escono alla luce del sole solamente in primavera, per poco tempo, per la fioritura. Inoltre tra le cavità delle squame entrano e vivono piccolissimi animali che vengono poi assorbiti dalla pianta per mezzo di strutture protoplasmatiche (dei sottilissimi fili che avvolgono rapidamente l'animaletto e ne assorbono le sostanze molli). Il parassitismo si sviluppa fin dal seme, dal quale emergono delle radichette filiformi che aderiscono perfettamente alle radici ospiti affondando degli austori succhianti, dapprima sotto forma di bottoncini globosi e quindi di ventose a disco appiattito. A questo punto la pianta si sviluppa completamente.

## Distribuzione e habitat

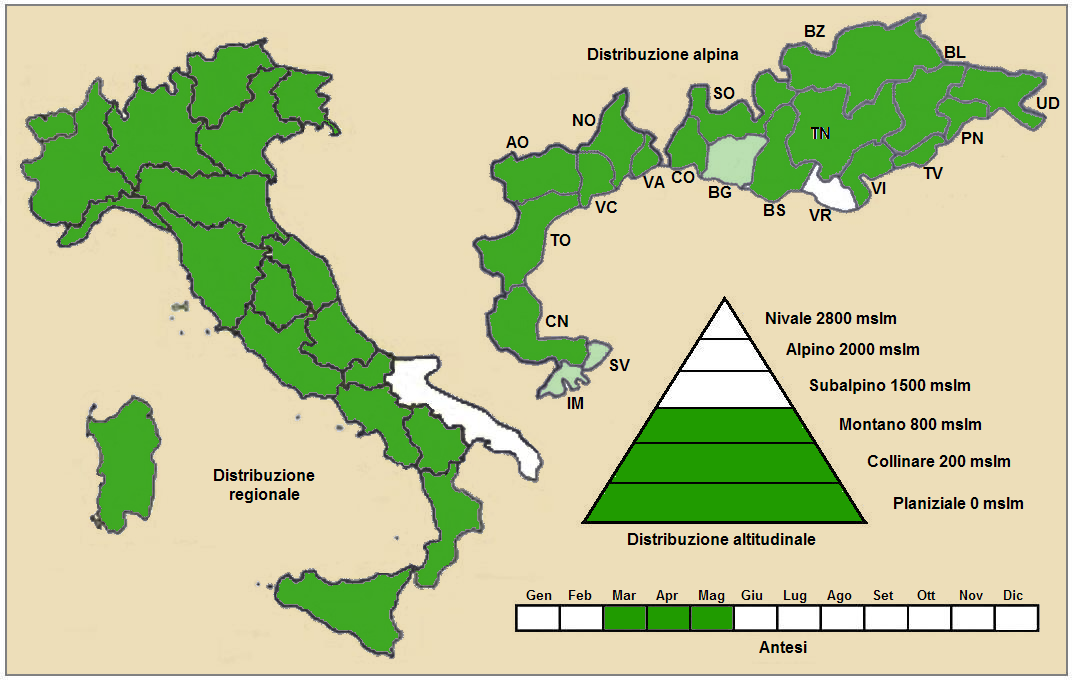
Distribuzione della pianta
(Distribuzione regionale – Distribuzione alpina)

- Geoelemento: il tipo corologico (area di origine) è Eurasiatico.
- Distribuzione: in Italia questa pianta è presente ovunque (manca in Puglia) ma è considerata rara. Si trova anche nelle Alpi e negli altri rilievi europei collegati alle Alpi.[10][11] Nel resto dell'Europa si trova dalla Spagna alla Russia e dalla Scandinavia alla Romania (è presente anche in Anatolia).[12]
- Habitat: l'habitat per questa pianta sono le radici di diverse latifoglie arboree (Olmo, Acero e Fagaceae) o cespugliose in zone ombrose. Il substrato preferito è calcareo con pH basico, alti valori nutrizionali del terreno che deve essere umido.[11]
- Distribuzione altitudinale: sui rilievi queste piante si possono trovare fino a 1300 m s.l.m.; frequentano quindi i seguenti piani vegetazionali: collinare e montano (oltre a quello planiziale – a livello del mare).

### Fitosociologia
Dal punto di vista fitosociologico Lathraea squamaria appartiene alla seguente comunità vegetale:
Formazione: delle comunità forestali.
Classe: Carpino-Fagetea

## Tassonomia
La famiglia di appartenenza della specie (Orobanchaceae) comprende soprattutto piante erbacee perenni e annuali semiparassite (ossia contengono ancora clorofilla a parte qualche genere completamente parassita) con uno o più austori connessi alle radici ospiti. È una famiglia abbastanza numerosa con circa 60 - 90 generi e oltre 1700 - 2000 specie (il numero dei generi e delle specie dipende dai vari metodi di classificazione) distribuiti in tutti i continenti. Il genere Lathraea si compone di poche specie Eurasiatiche due delle quali sono presenti nella flora spontanea italiana.

### Filogenesi
La classificazione tassonomica della Lathraea squamaria è in via di definizione in quanto fino a poco tempo fa il suo genere apparteneva alla famiglia delle Scrophulariaceae (secondo la classificazione ormai classica di Cronquist), mentre ora con i nuovi sistemi di classificazione filogenetica (classificazione APG) è stata assegnata alla famiglia delle Orobanchaceae e alla tribù Rhinantheae Lamarck & de Candolle; anche i livelli superiori sono cambiati (vedi box tassonomico a destra).
Alcuni studi di tipo filogenetico suddividono la famiglia Orobanchaceae in sei cladi principali. Lathraea squamaria (insieme a Lathraea clandestina) è posizionata nel quinto clade (relativo alla tribù Rhinantheae); in particolare risulta “gruppo fratello” del genere Rhinanthus. Lo studio evidenzia che Lathraea è l'unico genere europeo (delle Orobanchaceae) interamente parassita.

### Sottospecie
Per questa specie è riconosciuta anche la seguente sottospecie:
- Lathraea squamaria subsp. tatrica Hadac, 1960 - Distribuzione: Germania, Polonia e Slovacchia.

### Sinonimi
Questa entità ha avuto nel tempo diverse nomenclature. L'elenco seguente indica alcuni tra i sinonimi più frequenti:
- Anblatum tournefortii G.Don
- Clandestina rectiflora Lam.
- Clandestina squamaria (L.) Legrand
- Lathraea simplex Gray
- Squamaria orobanche  Scop.

## Altre notizie
La latrea comune in altre lingue è chiamata nei seguenti modi:
- (DE)  Schuppenwurz
- (FR)  Lathrée écailleuse
- (EN)  Toothwort